# Calgary Challenger (1993)
Il Calgary Challenger (1993) è stato un torneo professionistico di tennis maschile giocato sui campi in cemento indoor a Calgary, in Canada.
La sola edizione giocata con un montepremi di $25.000 si svolse dal 4 al 10 ottobre del 1993 e faceva parte dell'ATP Challenger Series. Il torneo fu quindi dismesso.

## Albo d'oro

### Singolare
| Anno | Campione         | Finalista     | Punteggio |
| ---- | ---------------- | ------------- | --------- |
| 1993 | Sébastien Lareau | Daniel Nestor | 6–2, 6–2  |

### Doppio
| Anno | Campioni                       | Finalisti                     | Punteggio |
| ---- | ------------------------------ | ----------------------------- | --------- |
| 1993 | Sébastien Lareau Daniel Nestor | David DiLucia Richard Schmidt | 6–1, 6–2  |